# Estepa forestal de Daurian
La ecorregión de la estepa forestal de Daurian (WWF ID: PA0804) es una franja de pastizales, terrenos arbustivos y bosques mixtos en el noreste de Mongolia y la región de Siberia (Rusia), que sigue el curso del río Onon y el río Ulz. La ecorregión ha sido descrita como un «mar de hierba que forma el mejor y más intacto ejemplo de un ecosistema de estepa intacto y también es una de las últimas áreas en el Paleártico que aún alberga manadas estables de los vertebrados más grandes» en una zona semimontañosa. El área también tiene humedales llanos que son importantes para las aves migratorias. La ecorregión se encuentra en el reino paleártico, con un clima subártico, con inviernos secos (clasificación climática de Köppen (Dwc)) que limita con un clima semiárido muy frío (BSk) en sus partes suroeste. Cubre un área de 209 012 km² (80 699,6 mi²).

## Localización
La ecorregión rodea la mitad de las montañas Jenti, luego se extiende más de 1000 kilómetros al este de Ulán Bator hacia el noreste de Mongolia a través de la región semiárida al sur y al este de Chitá en el krai de Zabaikalie (Rusia). Una característica destacada es el río Onon que fluye hacia el este a través de montañas medianas (1400-1800 metros de altura) hasta el río Amur.

## Clima
Debido a su altitud, distancia del océano y proximidad al frío Alto Siberiano, la ecorregión tiene un clima subártico (clasificación climática de Köppen Dwc), bordeando un clima semiárido muy frío (BSk) en el suroeste. Esto indica un clima continental caracterizado por veranos cortos y agradables e inviernos muy secos, largos y gélidos, con amplias diferencias entre las temperaturas diurnas y nocturnas. Las temperaturas medias oscilan entre -30 °C o -22 °F (enero) a 24 °C or 75.2 °F (agosto). La precipitación media anual oscila entre 10 plg en el oeste y 18 plg en el este, y casi toda cae en los meses más cálidos entre mayo y septiembre.

## Flora y fauna
Las tierras esteparias de la ecorregión se caracterizan por existencia de un gran número de especies de juncias (familia Carex) y pastos (familia Poaceae), las cuales forman estepas de pradera, de hierbas y arenosa de marismas. A lo largo de las orillas del lago hay plantas que dependen de la sal y cañaverales. Los bosques de la zona son en su mayoría abedul negro asiático (Betula dahurica), pino silvestre (Pinus sylvestris) y alerce siberiano (Larix sibirica). Los bosques de álamos se encuentran en algunas áreas montañosas.
Las manadas de gacelas de Mongolia (Procapra gutturosa) deambulan en gran número por las praderas de la región, que se encuentra en el extremo norte de su territorio. El terreno accidentado de montañas y barrancos alberga pequeños mamíferos, incluidos la musaraña de campo (Crocidura sauveolens), el ratón espiguero (Micromys minutus) y el campañol de Maximowicz (Microtus maximowiczii). Los depredadores incluyen el lobo (Canis lupus), el turón europeo (Mustela putorius), el tejón euroasiático (Meles meles) y el gato de Pallas (Otocolobus manul).

## Áreas protegidas
Las áreas protegidas por el gobierno federal en la región son:
- Parque nacional de Alkhanai. Un parque nacional de clase II de la UICN ubicado en el krai de Zabaikalie en el sur de Siberia, que cubre un área boscosa y montañosa rodeada de terreno estepario. (Área: 1382 km²).
- Parque nacional de Chikói. Un parque nacional de clase II de la UICN ubicado en las tierras altas de Jentei-Daur, en los tramos superiores del río Chikói de la cuenca del Baikal. El monumento natural montaña Bystrinsky Golets, punto más alto de la Cordillera de Chikokon y de las tierras altas, se encuentra en el área del parque.[7] (Áreaː 6665 km²).
- Reserva natural de Dauria. Una «reserva ecológica estricta» de clase UICN (un Zapovédnik) ubicada en la frontera de Rusia y Mongolia, que protege humedales y lagos. Forma parte de un World Heritage Site denominado «Paisajes del Dauria».[8] (Área: 84.290 km²).